# Là dove non batte il sole
Là dove non batte il sole è un film del 1974 diretto da Antonio Margheriti.

## Trama
Dakota, uno scassinatore maldestro, si coalizza con Wong, esperto in arti marziali, per cercare un tesoro nascosto. La mappa per raggiungerlo è stata tatuata su quattro ragazze. Alla caccia si aggrega un folle predicatore, Yancey.

## Produzione

### Riprese
È stato girato tra la Spagna (Madrid, Andalusia, Almería) e Hong Kong. Fu prodotto dallo Studio Shaw, specializzata in film di arti marziali.

### Cast
Con questo lungometraggio, nasce il sodalizio tra Margheriti e Van Cleef: i due, in seguito, hanno più volte lavorato insieme.
Sul set, Van Cleef conobbe la sua futura moglie, Barbara Havelone, che nel film interpreta una pianista.
Il ruolo del co-protagonista è affidato a Lo Lieh, divo hongkonghese divenuto famoso per il cult Cinque dita di violenza.

## Distribuzione
Come la maggior parte dei film di Margheriti, la pellicola ha ottenuto un buon riscontro all'estero, specialmente negli Stati Uniti, dove è conosciuto col titolo The Stranger and the Gunfighter.

## Accoglienza
La rivista Nocturno, in un dossier su Antonio Margheriti, elogia il lungometraggio, definendolo come «cinema spettacolare (...) eclettico, stravagante e incalzante».
Di parere completamente opposto Paolo Mereghetti: «desolante (...) commedia che non fa ridere».
È una delle pellicole di Margheriti preferite da Quentin Tarantino.